# Raïon de la Tcharych
Le raïon de la Tcharych (en russe : Чары́шский райо́н, Tcharychski raïon) est une subdivision administrative (raïon) et une municipalité (okroug municipal) du kraï de l'Altaï dans le sud de la Sibérie. Situé dans le sud du kraï, le raïon se situe au niveau du piémont nord de l'Altaï. Son centre administratif est le village de Tcharychskoïe, et il compte en tout 32 localités. Sa population s'élevait à 9 445 habitants en 2023.

## Situation
Le raïon, comme tout le kraï de l'Altaï, est située dans le fuseau horaire MSK+4 (heure de Krasnoïarsk). Le décalage horaire appliqué par rapport au temps universel coordonné est +07:00.

## Politique et administration
Le raïon est un des 59 raïons du kraï de l'Altaï, dans le district fédéral sibérien.

*

## Localités
| №  | Nom                 | Nom russe        | Statut    | Population (2021,) |
| -- | ------------------- | ---------------- | --------- | ------------------ |
| 1  | Aba                 | Аба              | village   | 45                 |
| 2  | Alekseïevka         | Алексеевка       | village   | 441                |
| 3  | Alekseïevka         | Алексеевка       | village   | 0                  |
| 4  | Beriozovka          | Берёзовка        | village   | 519                |
| 5  | Bolchoï Bachtchelak | Большой Бащелак  | village   | 136                |
| 6  | Borovlianka         | Боровлянка       | village   | 62                 |
| 7  | Dolinskoïe          | Долинское        | village   | 105                |
| 8  | Ivanovka            | Ивановка         | village   | 35                 |
| 9  | Komendantka         | Комендантка      | village   | 49                 |
| 10 | Krasnié Orly        | Красные Орлы     | village   | 110                |
| 11 | Krasny Maï          | Красный Май      | village   | 88                 |
| 12 | Krasny Partizan     | Красный Партизан | village   | 1228               |
| 13 | Maïorka             | Майорка          | village   | 102                |
| 14 | Malaïa Maralikha    | Малая Маралиха   | village   | 35                 |
| 15 | Maly Bachelak       | Малый Бащелак    | village   | 616                |
| 16 | Maralikha           | Маралиха         | village   | 742                |
| 17 | Marali Rojki        | Маральи Рожки    | village   | 115                |
| 18 | Machenka            | Машенка          | village   | 28                 |
| 19 | Maïak               | Маяк             | village   | 323                |
| 20 | Oziorki             | Озёрки           | village   | 66                 |
| 21 | Pervomaïski         | Первомайский     | possiolok | 93                 |
| 22 | Pokrovka            | Покровка         | village   | 160                |
| 23 | Svalovka            | Сваловка         | village   | 6                  |
| 24 | Sentelek            | Сентелек         | village   | 731                |
| 25 | Sosnovka            | Сосновка         | village   | 38                 |
| 26 | Toulata             | Тулата           | village   | 650                |
| 27 | Oust-Ionych         | Усть-Ионыш       | village   | 1                  |
| 28 | Oust-Pikhtovka      | Усть-Пихтовка    | village   | 20                 |
| 29 | Oust-Toulatinka     | Усть-Тулатинка   | village   | 238                |
| 30 | Tchaïnoïe           | Чайное           | village   | 92                 |
| 31 | Tcharychskoïe       | Чарышское        | village   | 2719               |
| 32 | Chtchebnioukha      | Щебнюха          | village   | 96                 |